# El hombre sin pasado
El hombre sin pasado (en hangul, 아저씨; romanización revisada, Ajeossi; literalmente, «Señor») es una película surcoreana de suspenso y acción neo-noir de 2010, escrita y dirigida por Lee Jeong-beom y protagonizada por Won Bin. Con 6,2 millones de espectadores, fue la película más taquillera de Corea del Sur en ese año. La trama trata sobre un hombre misterioso que se enfrenta en una lucha sangrienta con los hombres que han secuestrado a una niña, la única persona que parece entenderlo.

## Argumento
Cha Tae-sik es un hombre tranquilo que dirige una modesta casa de empeño y que tiene una amiga llamada So-mi, una niña del mismo barrio. La madre de So-mi, Hyo-jeong, es una toxicómana que trabaja como bailarina go-go. Un día Hyo-jeong roba un paquete de opio que se vende en el bar donde trabaja, y lo esconde en la bolsa de una cámara fotográfica, que le presta a Tae-sik para que la guarde. La acción de Hyo-jeong atrae la atención de un narcotraficante llamado Oh Myung-gyu, quien encarga a sus hermanos subordinados Man-seok y Jong-seok recuperar la droga. Jong-seok localiza a Hyo-jeong, la tortura frente a su hija So-mi y la obliga a revelar dónde la ha escondido. Los secuaces de Jong-seok, Du-chi y Bear, van a la casa de Tae-sik para intimidarlo, pero él los domina fácilmente.
Manteniendo a So-mi como rehén, Jong-seok obliga a Tae-sik a entregar opio a Oh Myung-gyu. La operación en realidad es una trampa para acabar con este: en efecto, Man-seok denuncia la entrega a la policía, que acude rápidamente para arrestar a Myung-gyu, el cual, sin embargo, logra escapar. En cambio, Tae-sik sí es arrestado en el lugar, y además la policía descubre el cuerpo de Hyo-jeong (a la que han extraído sus órganos para traficar con ellos) en el maletero del coche que usó para hacer la entrega. Tae-sik escapa de la comisaría, alarmándolos con su demostración de habilidades de combate. Tras una investigación interior, los agentes de policía descubren que era un exagente encubierto de la Inteligencia del Ejército de Corea del Sur, con numerosos elogios, pero que se retiró después de que un sicario matara a su esposa embarazada y lo hiriera. Entretanto, los hermanos localizan al novio de Hyo-jeong y lo matan, mientras que el guardaespaldas de aquellos, Ramrowan, encuentra y mata a Myung-gyu, lo que les permite hacerse cargo de sus operaciones.
Siguiendo la pista del teléfono desechable recibido de Jong-seok, Tae-sik sigue a Du-chi hasta un club nocturno. Mientras Tae-sik pregunta por los hermanos. Ramrowan entra y les dispara, matando a Du-chi e hiriendo a Tae-sik, el cual, perdiendo sangre, escapa y se refugia en casa de un excompañero, quien lo cuida hasta que recupera la salud y lo ayuda a adquirir un arma. Tae-sik regresa a la ciudad y descubre una planta de fabricación de drogas donde trabajan niños esclavizados a los que vigila Jong-seok. Tae-sik destruye la planta,  libera a los niños y mata a Jong-seok. Después se enfrenta a la pandilla de Man-seok en su domicilio. Man-seok afirma que ha extraído los ojos de So-mi y le muestra a Tae-sik un cilindro transparente con dos globos oculares.
Enfurecido, Tae-sik mata a los miembros de la pandilla, incluidos Ramrowan y Man-seok. Mientras Tae-sik se prepara para suicidarse por el dolor, So-mi, sucia pero ilesa, lo encuentra. Ramrowan, que se apiadó de ella porque había sido amable con él, le perdonó la vida: en realidad los ojos en el recipiente pertenecían al cirujano de los criminales. La policía permite que Tae-sik y So-mi viajen juntos después del arresto de aquel. Mientras So-mi duerme, Tae-sik les pide que vayan a una pequeña tienda donde le compra una mochila junto con otros útiles escolares. Tae-sik le dice a So-mi que estará sola porque la policía tiene que llevárselo. Antes de irse, Tae-sik le pide un abrazo y rompe a llorar mientras se abrazan.

## Reparto
- Won Bin como Cha Tae-sik.[3][4]
- Kim Sae-ron como So-mi.[4][5]
- Kim Hee-won como Man-seok.[6][7]
- Kim Sung-oh como Jong-seok, hermano de Man-Seok.[8][9]
- Kim Tae-hoon como el detective Kim Chi-gon.[10][11]
- Thanayong Wongtrakunl como Lum Ramrowan.
- Lee Do-gyeom como niño en la fábrica clandestina.
- Kim Hyo-seo como Hyo-jeong, madre de So-mi.[12]
- Lee Jong-yi como el detective No.
- Song Young-chang como Oh Myung-gyu.
- Jo Seok-hyuon como Moon Dal-seo.
- Jo Jae-yoon como Jang Doo-sik.[13]
- Hong So-hee como Yeon-soo.
- Hwang Min-ho como Nam Sung-Sik.
- Kwak Do-won como el detective Kim.[14][15]
- Lee Jae-won como Du-chi.

## Estreno y taquilla
Durante su primer fin de semana del 6 al 8 de agosto, la película registró 712 840 entradas, ocupando el primer puesto de la taquilla durante cinco semanas seguidas. Había vendido un total de 6 228 300 entradas cuando finalizó su exhibición en cines el 17 de noviembre de 2010. La película recaudó un total del equivalente a  42 484 155 dólares en Corea del Sur.
La película fue presentada en numerosos festivales por todo el mundo. En Europa, uno de ellos fue el Far East Film Festival de Údine, dedicado al cine asiático.

## Recepción
En agosto de 2013, seis de seis críticos dieron críticas positivas sobre Rotten Tomatoes. Uno de esos críticos, Russell Edwards de Variety, escribió: «La violencia brutal domina el dinámico thriller coreano El hombre sin pasado. El rompecorazones local Won Bin (Mother, Tae Guk Gui) se transforma en un héroe de acción en la rápida y sangrienta historia del guionista y director Lee Jeong-beom, sobre un hombre misterioso que queda atrapado en una guerra de pandillas mientras intenta proteger a una niña, recordando a El profesional de Luc Besson».

## Premios
| Año  | Premios                                                              | Categoría                          | Candidato                      | Resultado | Ref.                |
| ---- | -------------------------------------------------------------------- | ---------------------------------- | ------------------------------ | --------- | ------------------- |
| 2010 | 19.º Buil Film                                                       | Mejor música                       | Shim Hyun-jung                 | Ganador   | [ 20 ] [ 21 ] [ 2 ] |
| 2010 | 19.º Buil Film                                                       | Premio especial del jurado         | El hombre sin pasado           | Ganadora  | [ 20 ] [ 21 ] [ 2 ] |
| 2010 | 19.º Festival de Cine de Filadelfia                                  | Graveyard Shift Special Mention    | El hombre sin pasado           | Ganadora  | [ 22 ] [ 23 ]       |
| 2010 | 47.º Grand Bell                                                      | Mejor actor                        | Won Bin                        | Ganador   | [ 24 ] [ 25 ]       |
| 2010 | 47.º Grand Bell                                                      | Premio a la popularidad            | Won Bin                        | Ganador   | [ 24 ] [ 25 ]       |
| 2010 | 47.º Grand Bell                                                      | Mejor montaje                      | Kim Sang-bum, Kim Jae-bum      | Ganadores | [ 24 ] [ 25 ]       |
| 2010 | 47.º Grand Bell                                                      | Mejores efectos visuales           | Kim Tae-ui                     | Ganador   | [ 24 ] [ 25 ]       |
| 2010 | 8.º Korean Film                                                      | Mejor actor                        | Won Bin                        | Ganador   | [ 2 ] [ 26 ]        |
| 2010 | 8.º Korean Film                                                      | Mejor actriz revelación            | Kim Sae-ron                    | Ganadora  | [ 2 ] [ 26 ]        |
| 2010 | 8.º Korean Film                                                      | Mejor fotografía                   | Lee Tae-yoon                   | Ganador   | [ 2 ] [ 26 ]        |
| 2010 | 8.º Korean Film                                                      | Mejor iluminación                  | Lee Cheol-oh                   | Ganador   | [ 2 ] [ 26 ]        |
| 2010 | 8.º Korean Film                                                      | Mejor montaje                      | Kim Sang-bum, Kim Jae-bum      | Ganadores | [ 2 ] [ 26 ]        |
| 2010 | 8.º Korean Film                                                      | Mejor música                       | Shim Hyun-jung                 | Ganador   | [ 2 ] [ 26 ]        |
| 2010 | 8.º Korean Film                                                      | Mejores efectos visuales           | Kim Tae-ui                     | Ganador   | [ 2 ] [ 26 ]        |
| 2010 | 31.º Blue Dragon                                                     | Premio técnico (escenas de acción) | Park Jung-ryul                 | Ganador   | [ 27 ]              |
| 2010 | 31.º Blue Dragon                                                     | Premio Estrella popular            | Won Bin                        | Ganador   | [ 27 ]              |
| 2010 | 31.º Blue Dragon                                                     | Mejor Taquilla                     | El hombre sin pasado           | Ganadora  | [ 27 ]              |
| 2010 | 2.º Korean Wave Industry                                             | Premio Cultura popular             | El hombre sin pasado           | Ganadora  |                     |
| 2010 | 6.º Festival de Cine Universitario de Corea                          | Mejor director                     | Lee Jeong-beom                 | Ganador   | [ 28 ] [ 29 ]       |
| 2010 | 6.º Festival de Cine Universitario de Corea                          | Mejor actor                        | Won Bin                        | Ganador   | [ 28 ] [ 29 ]       |
| 2010 | 6.º Festival de Cine Universitario de Corea                          | Mejor fotografía                   | Lee Tae-yoon                   | Ganador   | [ 28 ] [ 29 ]       |
| 2010 | 6.º Festival de Cine Universitario de Corea                          | Mejor música                       | Shim Hyun-jung                 | Ganador   | [ 28 ] [ 29 ]       |
| 2010 | 13.º Director's Cut                                                  | Mejor producción                   | Lee Tae-heon por Opus Pictures | Ganadora  | [ 30 ]              |
| 2010 | 11.º National Assembly Society of Popular Culture & Media            | Película del año                   | El hombre sin pasado           | Ganadora  |                     |
| 2011 | 2.º Premios de la Asociación Coreana de Periodistas Cinematográficos | Mejor actor                        | Won Bin                        | Ganador   | [ 31 ] [ 32 ]       |
| 2011 | 8.º MaxMovie                                                         | Mejor director                     | Lee Jeong-beom                 | Ganador   | [ 33 ]              |
| 2011 | 8.º MaxMovie                                                         | Mejor actor                        | Won Bin                        | Ganador   | [ 33 ]              |
| 2011 | 8.º MaxMovie                                                         | Mejor actriz revelación            | Kim Sae-ron                    | Ganadora  | [ 33 ]              |
| 2011 | 3.º Festival Internacional de Cine Thriller de Beaune                | Gran premio                        | El hombre sin pasado           | Ganadora  | [ 34 ]              |
| 2011 | 47.º Baeksang Arts                                                   | Mejor película                     | El hombre sin pasado           | Ganadora  | [ 35 ]              |
| 2011 | 33.º Golden Cinematography                                           | Medalla de oro                     | Lee Tae-yoon                   | Ganador   |                     |

## Versiones
En marzo de 2012, Dimension Films adquirió los derechos para realizar una nueva versión en inglés de El hombre sin pasado; Los planes eran que Shawn Christensen, quien escribió y dirigió el cortometraje de 2012 Curfew, escribiera la adaptación.  El 5 de agosto de 2020 se anunció que el filme sería producido por el director de John Wick, Chad Stahelski y Jason Spitz, con un guion proporcionado por Derek Kolstad para New Line Cinema.
En marzo de 2016 se estrenó una nueva versión india titulada Rocky Handsome, dirigida por Nishikant Kamat y protagonizada por John Abraham.